# Rebbe
Rebbe är ett begrepp som kommer från jiddisch och är beteckningen för en chassidisk högt uppsatt religiös ledare som även fungerar som en andlig rådgivare. 